# Iglesia de Lomisa
La iglesia de Lomisa ( en georgiano: ლომისა ) es un santuario cristiano medieval al este de Georgia, dedicado a San Jorge. Es una iglesia de salón de piedra simple construida en el siglo IX o X. Ubicada a unos 2200 metros (7218 pies) sobre el nivel del mar, en una cordillera, en la cuenca hidrográfica entre los valles de Ksani y Aragvi, Lomisa es el santuario principal de la provincia montañosa de Mtiuleti y las comunidades vecinas, así como escenario de un festival anual en la séptima semana después de la Pascua, que presenta un sacrificio en masa de animales. Debido a su importancia histórica y cultural, la iglesia está inscrita en la lista de Monumentos Culturales de Importancia Nacional de Georgia.

## Historia

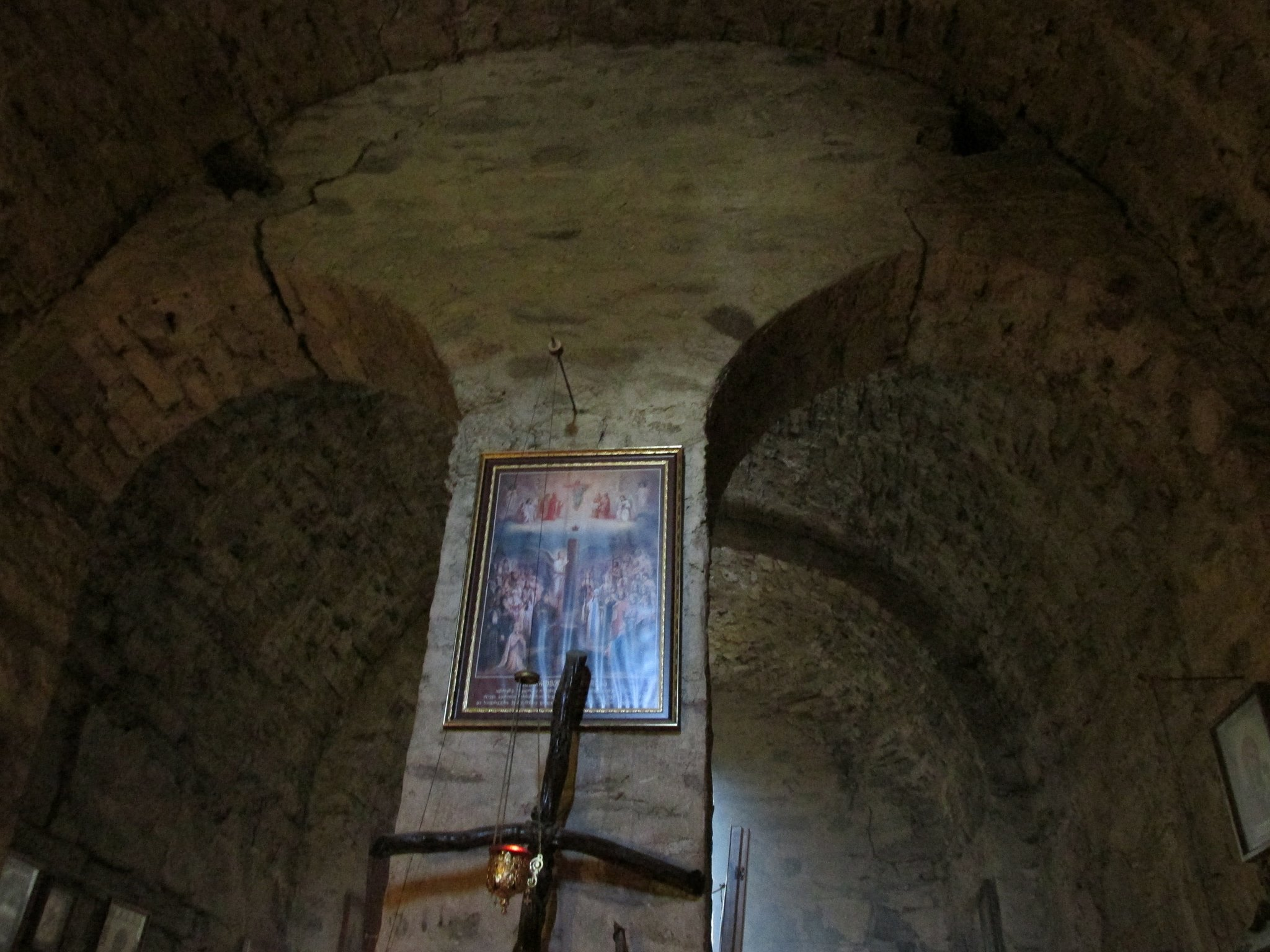
Interior de la Iglesia

Lomisa aparece en muchas leyendas locales y cuentos populares. Se dice que la iglesia fue construida allí para conmemorar la liberación de 7,000 georgianos del cautiverio de Corasmia a través de la intervención milagrosa del icono de San Jorge, montado sobre un buey llamado Loma ("león"). Otra leyenda dice que un capitán de destacamento real provocó la ira del icono cuando cortó la puerta de la iglesia para obtener leña: los soldados fueron cegados y su vista no regresó hasta que el capitán prometió donar una puerta de hierro a la iglesia. Una puerta de madera de roble, cubierta con una placa de hierro con textos georgianos de los siglos XVI y XVII inscritos en ella, todavía se conserva dentro de la iglesia. La iglesia también presenta una vieja cadena de hierro que los creyentes se ponen alrededor del cuello y caminan alrededor del santuario tres veces en sentido antihorario para hacer una promesa o pedir un deseo.
Lomisa ha sido históricamente el santuario cristiano más sagrado para los alpinistas georgianos orientales. Era el lugar donde los lugareños se reunían y deliberaban sobre asuntos de guerra y paz. La iglesia disfrutaba del patrocinio de la nobleza y la realeza georgiana. En la década de 1320, el rey Jorge V de Georgia se detuvo en Lomisa para rezar ante San Jorge en su camino de regreso de un viaje a Darial Gorge. Este rey emitió especialmente un conjunto de leyes para regular las condiciones en los valles de las montañas. El santuario de Lomisa conservó muchos artículos de la iglesia, como íconos, cruces y diversos utensilios. El príncipe Vakhushti, compilando su  geografía de Georgia alrededor de 1745, escribió que la iglesia salvaguardaba "numerosos íconos y cruces, de oro y plata". Algunos de estos elementos se han retirado para preservarlos en lugares más seguros y accesibles, como una iglesia en Mleta o museos en Tiflis. Entre ellos existen utensilios donados por los eristavi ("duques") de Aragvi y un candelabro de plata dado a la iglesia de Lomisa por la princesa Ketevan (1744–1808), esposa del príncipe georgiano Vakhtang, para que San Jorge les favorezca con hijos, según una inscripción sobre el artículo.

## Arquitectura
Lomisa es una iglesia de salón simple, mide 14,5 × 7,8 m y fue construida en piedra. El edificio original data del siglo IX o X. Hay dos anexos que se construyeron posteriormente, al sur y al norte. Partes de la iglesia se han arruinado. El interior ha sido remodelado varias veces a lo largo de la historia. En la iglesia existente, el techo abovedado descansa sobre un arco. Las paredes longitudinales presentan nichos. El edificio de la iglesia está rodeado de ruinas de varias estructuras, incluidas las columnas irregulares de lo que una vez fue un campanario de dos pisos al sur de la iglesia.

## Lomisoba

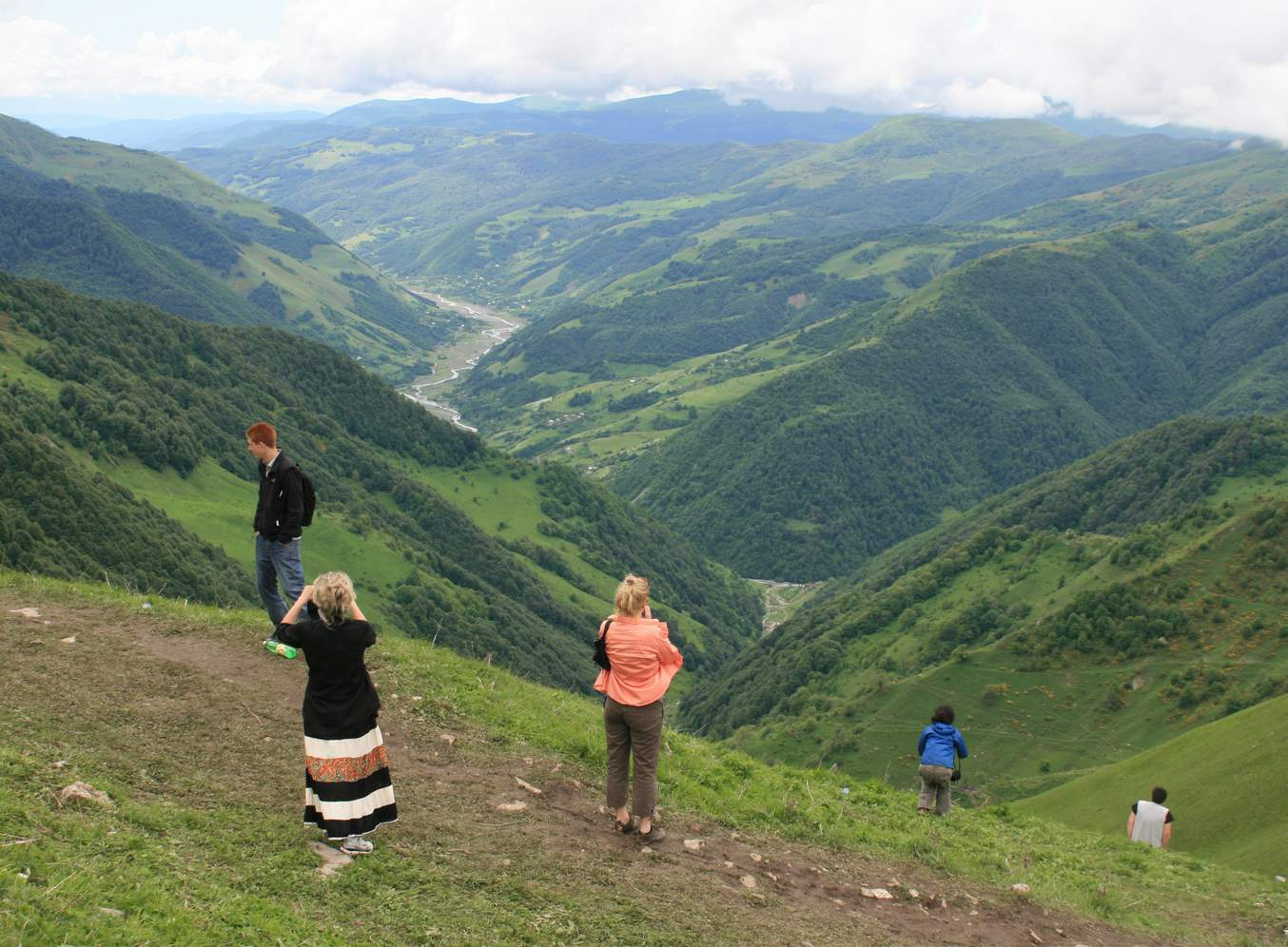
Peregrinos georgianos en Lomisa miran el valle de Ksani, separado del resto de Georgia por fronterizos rusos desde 2008.

La iglesia de Lomisa alberga un festival anual, conocido como Lomisoba (literalmente, "de/relacionado con Lomisa"), probablemente remanente de un antiguo culto precristiano superpuesto por la veneración de San Jorge. Cada año, el miércoles de la séptima semana después de la Pascua, miles de personas de diversas regiones de Georgia, especialmente Mtiuleti, Khevi y Khevsureti, hacen una peregrinación hasta la iglesia de Lomisa. El festival presenta un sacrificio ritual de animales a gran escala, en el que cientos de animales, especialmente ovejas, son sacrificados en el valle, no lejos de la iglesia. En la década de 2010, los activistas por los derechos de los animales criticaron la tradición, pero los locales rechazaron los llamados a abandonarla. El clero Ortodoxo de Georgia ha declarado que la Iglesia "prefiere el sacrificio no sangriento" pero no prohíbe la tradición de matar animales.